# Comarca de Guijuelo
La comarca de Guijuelo és una comarca de la província de Salamanca (Castella i Lleó). Els seus límits no es corresponen amb una divisió administrativa. Es compon de les subcomarques d'Entresierras, Salvatierra i Alto Tormes.